# BUMP OF CHICKEN TOUR 2022 Silver Jubilee at Zepp Haneda(TOKYO)
『BUMP OF CHICKEN TOUR 2022 Silver Jubilee at Zeep Haneda(TOKYO)』（バンプオブチキン ツアー 2022 アット ゼップはねだとうきょう）は、BUMP OF CHICKENのライブ映像作品。2023年5月24日にトイズファクトリーより発売された。

## 概要
BUMP OF CHICKENが2022年10月24日から同年12月13日にかけて開催した、約3年ぶりのツアー（ライブハウスツアー）「BUMP OF CHICKEN TOUR 2022 Silver Jubilee」より、ツアーファイナルとなった12月13日のZepp Haneda(TOKYO)公演の模様が収録されている。なおライブハウス公演の映像作品が一般発売されるのは初となった。
前作「BUMP OF CHICKEN LIVE 2022 Silver Jubilee at Makuhari Messe」に引き続き、LIVE CDとLIVE PHOTO BOOKが付く初回仕様限定盤（Blu-ray）のみ発売。
前作に引き続き、発売と同時にLIVE CDの配信がスタートした。

## 収録曲
1. アカシア
2. K
2023年4月13日に映像がYouTubeで公開された。
3. 天体観測
4. なないろ
5. R.I.P.
6. Flare
7. 66号線
8. クロノスタシス
2023年3月24日に映像がYouTubeで公開された。
9. 透明飛行船
2023年5月3日に映像がYouTubeで公開された。
10. SOUVENIR
11. 花の名
12. アルエ
13. GO
14. ray
15. Merry Christmas
アンコール1曲目。
16. ガラスのブルース
アンコール2曲目。
17. ギルド
アンコール3曲目。
18. ダイヤモンド
アンコール4曲目。

### LIVE CD
配信も行われている。
1. アカシア
2. K
3. 天体観測
4. なないろ
5. R.I.P.
6. Flare
7. 66号線
8. クロノスタシス
9. 透明飛行船
10. SOUVENIR
11. 花の名
12. アルエ
13. GO
14. ray